# پرواز شماره ۸۰۴ اجیپت‌ایر
پرواز شماره ۸۰۴ هواپیمایی اجیپت‌ایر (MS804)(MSR804) یک پرواز مسافربری بین‌المللی منظم از فرودگاه شارل دوگل پاریس به فرودگاه بین‌المللی قاهره بود که توسط شرکت هواپیمایی اجیپت‌ایر انجام می‌شد . در ۱۹ مه ۲۰۱۶، ساعت ۰۲:۳۳ به وقت استاندارد مصر ( UTC+2 )، این هواپیمای ایرباس A320 در دریای مدیترانه سقوط کرد و تمام ۶۶ سرنشین آن کشته شدند.